# バング&オルフセン
バング&オルフセン（デンマーク語: Bang & Olufsen A/S, 略称: B&O）は、デンマークの音響機器メーカー。1925年創業。主に高級オーディオを扱っている。

## 歴史
バング&オルフセン社は、デンマーク北西部のストルーアで、ピーター・バング（1900年-1957年）と彼の学生時代の友人 スヴェン・オルフセン（1897年-1949年）が共同で設立、1925年に創業した。
オーディオのインダストリアル・デザインで18製品がMoMAのパーマネントコレクションに選ばれている。全ての製品は著名なデザイナーとコラボレーションがなされ、過去の代表的製品はヤコブ・イェンセン (Jacob Jensen 1926年-2015年）やデビッド・ルイス(David Lewis 1939年-2011年）が手がけていた。
David Lewis designers出身のトーステン・ヴァリュアー(Torstenvaleur)などがデザインコンセプトを引き継ぎ担当している。
- サウンド(サイズ以上の音質)
- デザイン(360度どこから見ても美しく、機能美を追求したミニマルなスタイル)。
- マテリアル

アルマイト加工のアルミニウム、オークやウォールナットなどの天然木材、kvadratなどのウール混のファブリックなど本物の素材を使用している。他社がコストダウンの為にメッキや木目調塩ビシート、合成皮革を使用する事があるが、BANG & OLUFSENは一切使用しない。空間における上質なインテリアとの調和に高い拘りを持つ事で、他社との差別化をはかっている。
B&O PLAY：2012年に導入したカジュアルライン。ワイヤレスイヤフォンやヘッドフォン、Bluetoothスピーカーやマルチルーム対応スピーカーなどBANG& OLUFSEN signature soundを継承しながら、デザイン、マテリアル、クラフツマンシップに拘った製品の扱いを開始。2019年発売の製品より順次「B&O PLAY」ブランドは廃止され、「BANG& OLUFSEN」へと統合している。

## 主要なテクノロジー
- スピーカーの分野においては、ICEpower独自の特許技術を駆使したD級アンプ（ICEpowerアンプ）を内蔵。低音アダプションおよび調整技術、独占使用権を有するサウンド分散特許技術のアコースティックレンズテクノロジーなどが搭載されており、音響性能にこだわっている。
- テレビに関しても、シグナルプロセス、ピクチャーオプティマイズ、ルームアダプションなどによって構成されるバング&オルフセン VisionClear パッケージを採用している。近年も有機ELテレビを発売しており、最高の映像と最高のサウンドを実現する妥協のない製品を作り続けている。

## コラボレーション
- カーオーディオ分野ではアウディ、アストンマーティン、Lamborghini  、Ferrari 、等に搭載されている。
- HPのノートパソコンやLGエレクトロニクスのスマートフォンでは音質のチューニングでコラボレーション。
- supremeとコラボレーション。

第1弾でレッドカラーにブランドロゴ入りのBeoplay A2を発売。第2弾で同じくレッドカラーにブランドロゴ入りBeoplay P2のスピーカーを発売。2022年にはBeosound Exploreをブランドロゴ入りでレッドとブラックで発売。
- LINEキャラクターブラウンとコラボレーションした茶色でストラップ部にマスコットの付いたBeoplay P2 (タッチパネル／シェイク操作付きBluetoothスピーカー)を発売。
- リモワとコラボレーションしたBeoplay H9i(Bluetooth/ノイズキャンセル/トランスペアレンシー/着脱センサー搭載のワイヤレスヘッドフォン)を発売。サイドにRIMOWAロゴが入り、特製アルミニウムケース付き。

## 子会社・傘下部門
- ICEpower：1999年にB&Oとボート選手カーステン・ニールセンの共同出資で設立。D級アンプの研究開発を担当[1]。
- Bang & Olufsen Medicom：吸入器や注射器などの医療機器の製造[2]。
- Bang & Olufsen Telecom
- バング・アンド・オルフセン・ジャパン株式会社（Bang & Olufsen Japan K.K.）は、Bang & Olufsen A/Sの100％出資子会社であり[3]、東京（広尾）にオフィスを持つが実店舗での運営は行っていない。

## 日本での展開
2023年現在の日本では、オーディオ製品とビジュアル製品の全製品を店舗にて、一部製品をオンラインストアにて販売を行っている。バング&オルフセンの専門店は、全国に11店舗ある。日本における輸入総代理店として株式会社ザ・ビーズインターナショナルが国内で唯一、ポータブル製品からテレビシステム/大型スピーカーなどの国内販売可能品すべての取り扱いを認められており、Bang & Olufsen A/Sより輸入し運営を行っている。専門店では製品ひとつひとつに割り当てられたシリアルナンバーによる製品保証の登録・管理を行い、世界保証の対象となっている。また、製品により独自の延長保証加入も可能である。
下記店舗にて、製品体験・コーディネート・販売・組み立て設置/設定・修理・アフターフォローなどの全般を行う。
- バング&オルフセン 表参道
- バング&オルフセン 日本橋
- バング&オルフセン 新宿伊勢丹
- バング&オルフセン 西武渋谷
- バング&オルフセン 秋葉原
- バング&オルフセン 梅田
- バング&オルフセン ニューオータニ博多
- バング&オルフセン 六本木
- バング&オルフセン 赤坂
- バング&オルフセン 埼玉
- バング&オルフセン 岡山

その他、ハイエンドインテリアショップ、大手百貨店などへの卸売り販売も行う。